# Divokozjak
Divokozjak (lat. Doronicum), biljni rod iz porodice glavočika raširen po Europi, Aziji i dijelovima sjeverne Afrike.
Od 29 vrsta na popisu u Hrvatskoj rastu čtiri vrste divokozjaka, austrijski, mađarski, srcoliki i kavkaski
Rod je jedini u tribusu Doroniceae.

## Vrste
1. Doronicum altaicum Pall.
2. Doronicum austriacum Jacq., austrijski divokozjak
3. Doronicum cacaliifolium Boiss. & Heldr.
4. Doronicum calotum (Diels) Q.Yuan
5. Doronicum carpaticum (Griseb. & Schenk) Nyman
6. Doronicum carpetanum Boiss. & Reut. ex Willk.
7. Doronicum cataractarum Widder
8. Doronicum clusii (All.) Tausch
9. Doronicum columnae Ten., srcoliki divokozjak
10. Doronicum conaense Y.L.Chen
11. Doronicum corsicum (Loisel.) Poir.
12. Doronicum dolichotrichum Cavill.
13. Doronicum falconeri C.B.Clarke ex Hook.f.
14. Doronicum glaciale (Wulfen) Nyman
15. Doronicum grandiflorum Lam.
16. Doronicum haussknechtii Cavill.
17. Doronicum hungaricum Rchb.f., mađarski divokozjak
18. Doronicum kamaonense (DC.) Alv.Fern.
19. Doronicum macrophyllum Fisch.
20. Doronicum maximum Boiss. & A.Huet
21. Doronicum oblongifolium A.DC.
22. Doronicum orientale Hoffm., kavkaski divokozjak
23. Doronicum pardalianches L.
24. Doronicum plantagineum L.
25. Doronicum pyrenaicum (J.Gay ex Gren. & Godr.) Rivas Mart.
26. Doronicum reticulatum Boiss.
27. Doronicum stenoglossum Maxim.
28. Doronicum turkestanicum Cavill.
29. Doronicum wendelboi Edm.
30. Doronicum ×excelsum (N.E.Br.) Stace, Njemačka
31. Doronicum ×fritschii Widder, Austrija
32. Doronicum ×grafii Widder, Austrija
33. Doronicum ×halacsyi Eichenf., Austrija
34. Doronicum ×longeflorens E.Chr., Njemačka
35. Doronicum ×minutilloi Peruzzi, Italija
36. Doronicum ×pardalianchoides Bornm. & W.D.J.Koch, Austrija
37. Doronicum ×prennii Widder, Austrija
38. Doronicum ×willdenowii (Rouy) A.W.Hill, Njemačka

## Sinonimi
- Aronicum Neck.; Elem. 1: 27 (1790)
- Fullartonia DC.; Prodr. [A. DC.] 5: 281 (1836)
- Grammarthron Cass.; Bull. Soc. Philom. 32 (1817)